# Stixis
Stixis  es un género de plantas con flores   pertenecientes a la familia Capparaceae.    Comprende 18 especies descritas y  de estas, solo 4 aceptadas.

## Taxonomía
El género fue descrito por Hugh Hellmut Iltis  y publicado en Flora Cochinchinensis 1: 290, 295. 1790. La especie tipo es: Stixis scandens Lour.	

## Especies aceptadas
A continuación se brinda un listado de las especies del género Stixis aceptadas hasta octubre de 2013, ordenadas alfabéticamente. Para cada una se indica el nombre binomial seguido del autor, abreviado según las convenciones y usos.
- Stixis ovata Hallier f.
- Stixis philippinensis (Turcz.) Merr.
- Stixis scandens Lour.
- Stixis suaveolens (Roxburgh) Pierre